# Syzetoninus inconspicuus
Syzetoninus inconspicuus là một loài bọ cánh cứng trong họ Aderidae. Loài này được Blackburn miêu tả khoa học năm 1891.